# Léon (filme)
Léon (prt: Léon, o Profissional; bra: O Profissional) é um filme francês de 1994, do gênero suspense policial, dirigido por Luc Besson e estrelado por Jean Reno, Natalie Portman, Gary Oldman e Danny Aiello. A trama segue a história de Léon (Reno), um assassino profissional, que relutantemente cuida de Mathilda (Portman), de 12 anos, depois que sua família é assassinada pelo agente corrupto da Drug Enforcement Administration Norman Stansfield (Oldman).

## Sinopse
No bairro nova-iorquino de Little Italy, instala-se o assassino profissional [en] Léon, contratado para intimidar o chefe do tráfico de drogas, o que faz com eficiência. Próximo a ele, mora Mathilda, uma garota de doze anos filha de um traficante que está em conflito com Stansfield, um policial corrupto da divisão de narcóticos. Stansfield comanda o massacre de toda a família de Mathilda. A garota escapa da chacina, pois tinha saído para fazer compras, e ao saber do que havia acontecido refugia-se com Léon. Este concorda em protegê-la e ensinar-lhe seu trabalho como assassino, pois Mathilda está determinada a se vingar, principalmente pela morte do irmão mais novo. Depois de receber as instruções de Léon, um dia decide por em prática seu plano para matar Stansfield. O policial consegue frustrar o plano e mantém Mathilda prisioneira. Léon consegue libertá-la e a partir de então Stansfield e seus homens iniciam uma perseguição a ele.

## Elenco
- Jean Reno — Léon
- Gary Oldman — Stansfield
- Natalie Portman — Mathilda
- Danny Aiello — Tony
- Peter Appel — Malky
- Michael Badalucco —  pai de Mathilda
- Ellen Greene — mãe de Mathilda
- Elizabeth Regen — irmã de Mathilda
- Carl J. Matusovich — irmão de Mathilda
- Maïwenn — "miúda loira"[7]

## Recepção
No agregador de críticas Rotten Tomatoes, que categoriza as opiniões apenas como positivas ou negativas, o filme tem um índice de aprovação de 74% calculado com base em 65 comentários dos críticos. O consenso crítico do site diz: "Baseando-se na relação incomum entre assassino experiente e seu aprendiz de 12 anos - uma reviravolta da jovem Natalie Portman - Léon de Luc Besson é um suspense estiloso e estranhamente comovente". Já no agregador Metacritic, com base em 12 opiniões da imprensa tradicional, o filme tem uma média ponderada de 64 entre 100, com a indicação de "avaliações geralmente favoráveis".

## Principais prêmios e indicações
- Academia Japonesa de Cinema: indicado na categoria "Melhor Filme Estrangeiro";
- Prêmio César de 1995: indicado nas categorias "Melhor Ator" (com Jean Reno), "Melhor Fotografia", "Melhor Diretor", "Melhor Montagem", "Melhor Filme", "Melhor Música" e "Melhor Som";
- Czech Lions: venceu a categoria "Melhor Filme em Língua Estrangeira".[9]

## Controvérsia
A personagem Mathilda (interpretada por Natalie Portman quando esta tinha treze anos) em determinada cena representa para Léon o desempenho sedutor de Marilyn Monroe em "Happy Birthday, Mr. President". Em outra cena, removida na edição da exibição estadunidense do filme por ser muito controversa, Mathilda comunica a Léon que deseja ser desvirginada por ele, mas este não atende à garota. De acordo com o jornal The Washington Post, Besson, diretor do filme e então com 29 anos, conheceu a atriz Maïwenn quando esta tinha doze anos, a mesma idade da personagem Mathilda no filme. Eles teriam começado a se relacionar intimamente quando ela completou quinze anos. Maïwenn engravidou e deu à luz a filha do casal quando tinha dezesseis anos.
Segundo declarações de Maïwenn, o enredo criado por Besson foi baseado em seu relacionamento real, pois foi escrito ao mesmo tempo, mas a mídia não percebeu essa ligação. Durante a sequência de abertura do filme, a atriz (então com dezoito anos) aparece brevemente como uma loira sedutora, deitada nua na cama e com o corpo envolto em lençóis, após ter relação sexual com um chefe do crime de meia-idade.